# Пестрохвостая ворона-флейтист
Пестрохвостая ворона-флейтист (лат. Strepera graculina) — вид певчих птиц из подсемейства флейтовых птиц. Выделяют 6 подвидов. Эндемик Австралии.

## Описание

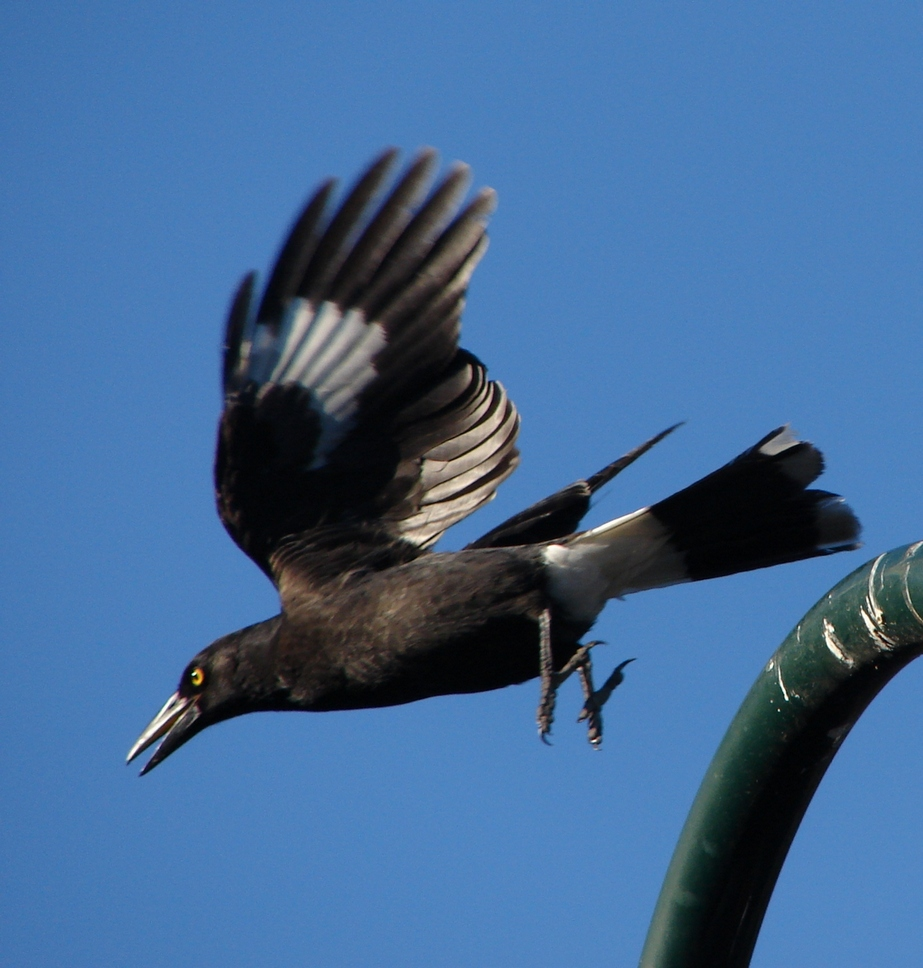
В полёте

Пестрохвостая ворона-флейтист достигает длины 44–50 см. Взрослые самцы весят в среднем около 320 г, самки — 280 г. Крылья длинные и широкие. Длинный и тяжелый клюв примерно в полтора раза длиннее головы, кончик клюва имеет небольшой крючок, направленный вниз. Преимущественно чёрная птица с белым полумесяцем на крыльях и белыми основанием и вершиной хвоста. Радужины жёлтые. Может жить более 20 лет в дикой природе. Её призыв — громкое «карравонг».

## Распространение
Птица живёт в светлых лесах, кустарнике, на полях и городских окраинах на востоке Австралии. На севере области распространения она — оседлая птица; на юге она мигрирует от высоко расположенных регионов к низине и обратно.

## Поведение
Вне периода гнездования птица живёт в больших стаях. Питается падалью, мелкими позвоночными животными, яйцами птиц, насекомыми и ягодами. Птица накалывает добычу на шипы или хранит их в расщелинах и развилинах.

### Питание
Всеяден, употребляет в пищу фрукты и ягоды, а также охотятся на многих беспозвоночных и более мелких позвоночных, в основном молодых птиц и птичьи яйца. Охотится на деревьях, вырывая птенцов и яйца из гнёзд, а также насекомых и ягоды с деревьев. Также они охотятся в воздухе и на земле. В летние месяцы в рационе преобладают насекомые (жуки и муравьи), а зимой   — фрукты. Часто собирают мусор.

### Размножение
Гнездо в форме чаши устраивает в развилке ветвей, строят из тонких прутьев, выстланных травой и корой высоко на деревьях весной; обычно выбирают эвкалипты. Самка высиживает 3 яйца примерно 3 недели в период с июля по январь. Оба родителя кормят птенцов, хотя самец начинает кормить их только через несколько дней после рождения. В возрасте 3-х недель молодые птицы становятся самостоятельными.